# Justin Bostrom
Justin Bostrom (* 20. März 1986 in Vadnais Heights, Minnesota) ist ein US-amerikanischer Eishockeyspieler, der zuletzt bis Dezember 2014 beim Rögle BK in der schwedischen HockeyAllsvenskan unter Vertrag stand.

## Karriere
Bostrom begann 2003 seine Karriere in der United States Hockey League bei den Sioux City Musketeers und wechselte danach für vier Jahre in die National Collegiate Athletic Association zu den Minnesota Gophers.
Zur Saison 2009/10 wechselte Bostrom nach Norwegen zu Manglerud Star Ishockey und wurde nach der Saison vom Ligakonkurrenten Lillehammer IK verpflichtet. Nachdem sein Vertrag im Sommer 2012 nicht verlängert worden war, unterschrieb er einen Try-Out Vertrag bis Ende August bei der Düsseldorfer EG. Am 27. August 2012 gab die DEG bekannt, dass Bostroms Vertrag bis Saisonende verlängert wurde. Nach einer weiteren Spielzeit bei der DEG wechselte der US-Amerikaner im Sommer 2014 in die zweitklassige HockeyAllsvenskan zum Rögle BK, wo sein Vertrag jedoch nach 34 Einsätzen am Ende des Jahres aufgelöst wurde.

## Erfolge und Auszeichnungen
- 2007 Broadmoor-Trophy-Gewinn mit der University of Minnesota
- 2009 WCHA All-Academic Team

## Karrierestatistik
| 2003/04 | Sioux City Musketeers   | USHL       | 13 | 2  | 4  | 6  | 6  | 7  | 2 | 3 | 5  | 2  |
| 2004/05 | Sioux City Musketeers   | USHL       | 41 | 26 | 21 | 47 | 40 | 13 | 4 | 7 | 11 | 6  |
| 2005/06 | University of Minnesota | NCAA       | 38 | 7  | 6  | 13 | 24 | —  | — | — | —  | —  |
| 2006/07 | University of Minnesota | NCAA       | 34 | 4  | 4  | 8  | 20 | —  | — | — | —  | —  |
| 2007/08 | University of Minnesota | NCAA       | 39 | 4  | 4  | 8  | 33 | —  | — | — | —  | —  |
| 2008/09 | University of Minnesota | NCAA       | 37 | 5  | 4  | 9  | 24 | —  | — | — | —  | —  |
| 2009/10 | Manglerud Star Ishockey | GET-ligaen | 46 | 21 | 29 | 50 | 61 | 5  | 4 | 3 | 7  | 2  |
| 2010/11 | Lillehammer IK          | GET-ligaen | 45 | 21 | 36 | 57 | 28 | 10 | 4 | 5 | 9  | 22 |
| 2011/12 | Lillehammer IK          | GET-ligaen | 45 | 26 | 24 | 50 | 42 | 11 | 4 | 6 | 10 | 16 |

(Legende zur Spielerstatistik: Sp oder GP = absolvierte Spiele; T oder G = erzielte Tore; V oder A = erzielte Assists; Pkt oder Pts = erzielte Scorerpunkte; SM oder PIM = erhaltene Strafminuten; +/− = Plus/Minus-Bilanz; PP = erzielte Überzahltore; SH = erzielte Unterzahltore; GW = erzielte Siegtore; 1 Play-downs/Relegation; Kursiv: Statistik nicht vollständig)